# Шатойское наибство
Шатойское наибство или вилайет Шубут (чечен. Шуьйтан наибалла) — административная единица Северо-Кавказского имамата, и позже Российской империи, входило в число наибств Чеченских областей имамата. Наибство было образовано на моноэтнической чеченской территории, историческая родина Шатойского общества. 

## История
В начале 1840 года Шамиль разделил подвластные шариату территории Чечни на четыре военных округа, во главе которых были назначены наибы.
Одним из первых наибов Шубута был Джават-хан, скончавшийся в 1842 году.

«По уверению достоверных лиц под властью Шамиля состоит ныне от 100—150 тыс. дворов покорных ему жителей. Для лучшего управления этою нестройною массою разноплеменных горцев, Дагестан и Чечня разделены на наибства, которыми управляют доверенные и испытанные наибы, для надзора за ними и скорейшего исполнения делаемых распоряжений, особенно в местах соседственных с русскими владениями; несколько наибств составляют округ или область с особым начальником. Последние наблюдают за действиями наибов и, замечая что-либо противозаконное шариату, наказывают по своему усмотрению или доносят Шамилю.
Областей всего три:
а) Чеченская область. Начальник — тесть Шамиля Абдулла Цакхар, выходец из Кази-Кумуха; живёт в чеченской дер. Шелли и пользуется теперь большим почётом. В его владении следующие наибства:
1. Шубута и Джаберла. Наиб Суаиб мулла поступил на место умершего Джават-хана.
2. Большая Чечня, наиб Ахверды-Магомет.
3. Ичкерия, наиб Шуаиб.
4. Аух, наиб Уллу-Бей»

— Из показания прапорщика Орбелиани, находившегося в 1842 году в плену у Шамиля, о системе управления в имамате. 1843 год
На «Карте горских народов, подвластных Шамилю», подготовленной Юсуф-Хаджи Сафаровым и опубликованной в 1872 году в шестом выпуске «Сборника сведений о кавказских горцах», представлена территория Шатойского наибства (область Шубут), находившаяся в подчинении наиба Батуко, а также вооруженные силы, которые находились в его распоряжении.
Наибство занимало, судя по карте, территорию, почти совпадающую с территорией современного Шатойского района Чеченской Республики, то есть располагалось в Аргунском ущелье по обоим берегам реки Чанты-Аргун, начиная от места слияния этой реки с рекой Шаро-Аргун и выхода её на Чеченскую равнину, в глубь гор до селения Тумсой, вверх по течению на расстояние приблизительно 35-40 километров. В пределах наибства на карте показано двенадцать селений, а именно: Исмаил Юрт (ныне не существует), Дуйтюн, Улус-Керт, Чишки, Варанда, Шатой, Вашендарой, Тумса, Юкерч-Келой, Ханакаль (Хани-Кале) и Халанкаль.
В распоряжении Батуко находилось, по сведениям составителя карты, 200 конных и 300 пеших, всего 500 вооруженных воинов.

## Наибы
- Джаватхан Даргоевский (1840—1842)
- Суаиб-Мулла
- Дача[6]
- Атабай Атаев (1846—1848 и 1849—1852)
- Батуко Шатоевский (1852—1858)